# Ryūsei Nakao
Ryūsei Nakao (jap. 中尾 隆聖 Nakao Ryūsei; właściwie Tomoharu Takeo (jap. 竹尾 智晴 Takeo Tomoharu), ur. 5 lutego 1951 w Tokio) – japoński seiyū, aktor, piosenkarz, były aktor dziecięcy. Pomimo szerokiej skali głosu, obsadzany jest głównie w rolach dziwacznych, oziębłych, obłąkanych, okrutnych, sadystycznych, nieludzkich postaci o szyderczym, nieco piskliwym głosie. Wcielił się w takie role, jak Frieza (Dragon Ball Z), Mayuri Kurotsuchi (Bleach) oraz On w japońskiej wersji Atomówek. Użyczył również głosu Ryjkowi z Muminków oraz Yakko Warnerowi z Animaniaków.

## Role

### Anime (TV)
- Angel Heart (Sujaku)
- Anmitsu Hime (ET)
- Anpanman (Baikinman)
- Ashita no Joe 2 (Carlos Rivera)
- Buzzer Beater (Han)
- Bari Bari Densetsu (Hideyoshi)
- Kimba, biały lew (Totto)
- Bleach (Mayuri Kurotsuchi)
- Bobobo-bo Bo-bobo (Purupū)
- Bōken Ō Bīto (Shagī)
- Captain (Moichi Kondō)
- Cowboy Bebop (Roco Bonnaro)
- D.Gray-Man (Eshi)
- Demashita! Powerpuff Girls Z (Kare (Him / On))
- Devil Lady (Jason Bates)
- Digimon Frontier (Lucemon Falldown-Mode / Lucemon Satan Mode)
- Dragon Ball (Tambourine)
- Dragon Ball Z, GT, Kai, Super (Frieza, Cooler, Frost)
- Gakkō no Kaidan (Kāya (Amanojaku))
- Generał Daimos jako młodszy brat Balbasa
- Glass Mask (Mitsumu Hime)
- Gintama (Takuma)
- Ginga Densetsu WEED (Smith)
- GoLion (Takashi Shirogane, Ryō Shirogane)
- Go! Princess Pretty Cure (Night Pumpkin)
- Groove Adventure Rave (Griffon Kato)
- Haikyū!! Karasuno Kōkō VS Shiratorizawa Gakuen Kōkō (Tanji Washijō)
- Hello Kitty (Hangyodon)
- Hiatari Ryōkō! (Momiage)
- Hokuto no Ken (The Major of God's Army)
- Iga no Kabamaru (Iga no Kabamaru)
- Meitantei Conan: 14 banme no Target (Kōhei Sawaki)
- Mononoke (Genkei)
- Montana Jones (Alfred)
- Muminki (Sniff / Ryjek)
- Ō Dorobō Jing (Kir)
- One Piece (Erik, Caesar Clown)
- Opiekuńczy duszek (duszek Dick)
- Parasol Henbē (Memosuke)
- Pecola (Sariyama)
- Rockman EXE (SnakeMan, Zoano SnakeMan)
- Rosario + Vampire (Iinchō)
- Rycerze Zodiaku (Kraken Isaac)
- Saiyuki (Pochi)
- Shinzo (Gyaza)
- Shion no Ō (Osamu Kamizono)
- Spider Riders (Head Shinto priest)
- Tantei Gakuen Q (Yoshio)
- Topo Gigio (Topo Gigio)
- Touch (Nishimura)
- Usagi-chan de Cue!! (Chō Benten)
- Weiß Kreuz (Farfarello)
- Yu-Gi-Oh! (Bomberman)
- Zapiski detektywa Kindaichi (Hideo Inokuma, Nakagami)

### OVA
- Alien 9 (Borg)
- Angel Sanctuary (Agamu Kadamon (Serafita))
- Bari Bari Densetsu (Hideyoshi)
- Bartok Wspaniały (Bartok)
- Dragon Ball: Episode of Bardock (Chilled)
- Dragon Ball Z gaiden: Saiyajin zetsumetsu keikaku (Frizer, Cooler)
- Ginga eiyū densetsu (Louis Machungo)
- Księżniczka łabędzi (Jean-Bob)
- Plastic Little (Roger Rogers)
- Psychic Force (Brad Kilsten)
- Sōkō Kihei Votoms: The Last Red Shoulder (Murza Merime)
- Sōkō Kihei Votoms: Roots of Ambition (Murza Merime)

### Filmy kinowe
- Anastazja (Bartok)
- Bleach: Memories of Nobody (Mayuri Kurotsuchi)
- Bleach: The DiamondDust Rebellion (Mayuri Kurotsuchi)
- Dinozaur (Zini)
- Dragon Ball Z: Tobikkiri no saikyō tai saikyō (Cooler, Frizer)
- Dolina paproci (Batty Koda)
- Dragon Ball Z: Fuzja (Frizer)
- Dragon Ball Z: Gekitotsu!! Hyaku-oku pawā no senshi-tachi (Metal Cooler)
- Dragon Ball Z: Fukatsu no F
- Mulan (Ling)
- Saint Seiya: Historia Złotego Jabłka (Christ)
- Ostatni strażnik magii (Byon)
- Trzej Caballeros (José Carioca)
- Zakochany kundel (Tramp)
- Zakochany kundel II: Przygody Chapsa (Tramp)

### Gry
- Bleach: Blade Battlers (Mayuri Kurotsuchi)
- Bleach: Blade Battlers 2 (Mayuri Kurotsuchi)
- Bleach DS: Sōten ni Kakeru Unmei (Mayuri Kurotsuchi)
- Bleach DS 2nd: Kokui Hirameku Requiem (Mayuri Kurotsuchi)
- Bleach GC: Tasogare ni Mamieru Shinigami (Mayuri Kurotsuchi)
- Bleach Wii: Hakujin Kirameku Rondo (Mayuri Kurotsuchi)
- Bleach: Heat the Soul 3 (Mayuri Kurotsuchi)
- Bleach: Heat the Soul 4 (Mayuri Kurotsuchi)
- DeviceReign (Utsuro)
- Dragon Ball Z: Budokai (Frizer)
- Dragon Ball Z: Budokai 2 (Frizer, Kuriza)
- Dragon Ball Z: Budokai 3 (Frizer, Cooler)
- Dragon Ball Z: Budokai Tenkaichi (Frizer, Cooler)
- Dragon Ball Z: Budokai Tenkaichi 2 (Frizer, Cooler)
- Dragon Ball Z: Budokai Tenkaichi 3 (Frizer, Cooler, Tambourine)
- Kingdom Hearts II (Ling)
- Musashi: Samurai Legend (Shiraz)
- Persona 2: Innocent Sin (King Leo / Sudō Tatsuya)
- Persona 2: Eternal Punishment (Joker / Sudō Tatsuya)
- Psychic Force series (Brad Kilsten)
- Super Dragon Ball Z (Frizer)
- Tail Concerto (Fool)
- The Bouncer (Kō Leifō)

### Dubbing
- Akademia policyjna (Sweetchuck)
- Animaniacy (Yakko Warner)
- Amerykański wilkołak w Londynie (Jack Goodman)
- Droga do Avonlea (Gus Pike)
- Dzielny Agent Kaczor (Darkwing Duck / Drake Mallard)
- Faceci w czerni II (Gleeble)
- Garfield i przyjaciele (Jon Arbuckle)
- Łebski Harry (Heathcliff / Harry)
- Mission: Impossible (Nicolas Black)
- Młodzi jeźdźcy (Buck Cross)
- Mumia (Jonathan Carnahan)
- Przygody Animków (Buster Bunny / Królik Kinio)
- Policjanci z Miami (Noogie Lamont)
- Seks w wielkim mieście (Steve Brady)
- Tomek i przyjaciele (Salty the Dockyard Diesel, od 9. sezonu)
- Wojownicze Żółwie Ninja (Raphael)

### Tokusatsu
- Denshi Sentai Denjiman (Gō Fubuki)
- Tokusō Sentai Dekaranger (Agent Abrella (głos))
- Kamen Rider Den-O (Jelly Imagin (głos))
- Kamen Rider Kiva (Ladybug Fangire (głos))
- Ultra Q (Mori)
- Ultraman Mebius & Ultraman Kyōdai (Alien Knuckle (głos))

### Śpiew
- Bleach („Bleach Beat Collection 4th Session:05 -Mayuri Kurotsuchi and Nemu Kurotsuchi-”, singel z Rie Kugimiyą)[1]
- Denshi Sentai Denjiman („Ginga Honey”)
- Soreike! Anpanman: Happy no Daibōken („Warui wa suteki”)
- Soreike! Anpanman: Kuroyukihime to motemote Baikinman („Ikuzo! Baikinman”)
- Weiß Kreuz („Kiss Me, Kiss Me, Kill Me”)
- Opiekuńczy duszek („Odoro Odoro no Yosei Dansu”)